# Celebrity Silhouette (schip, 2011)

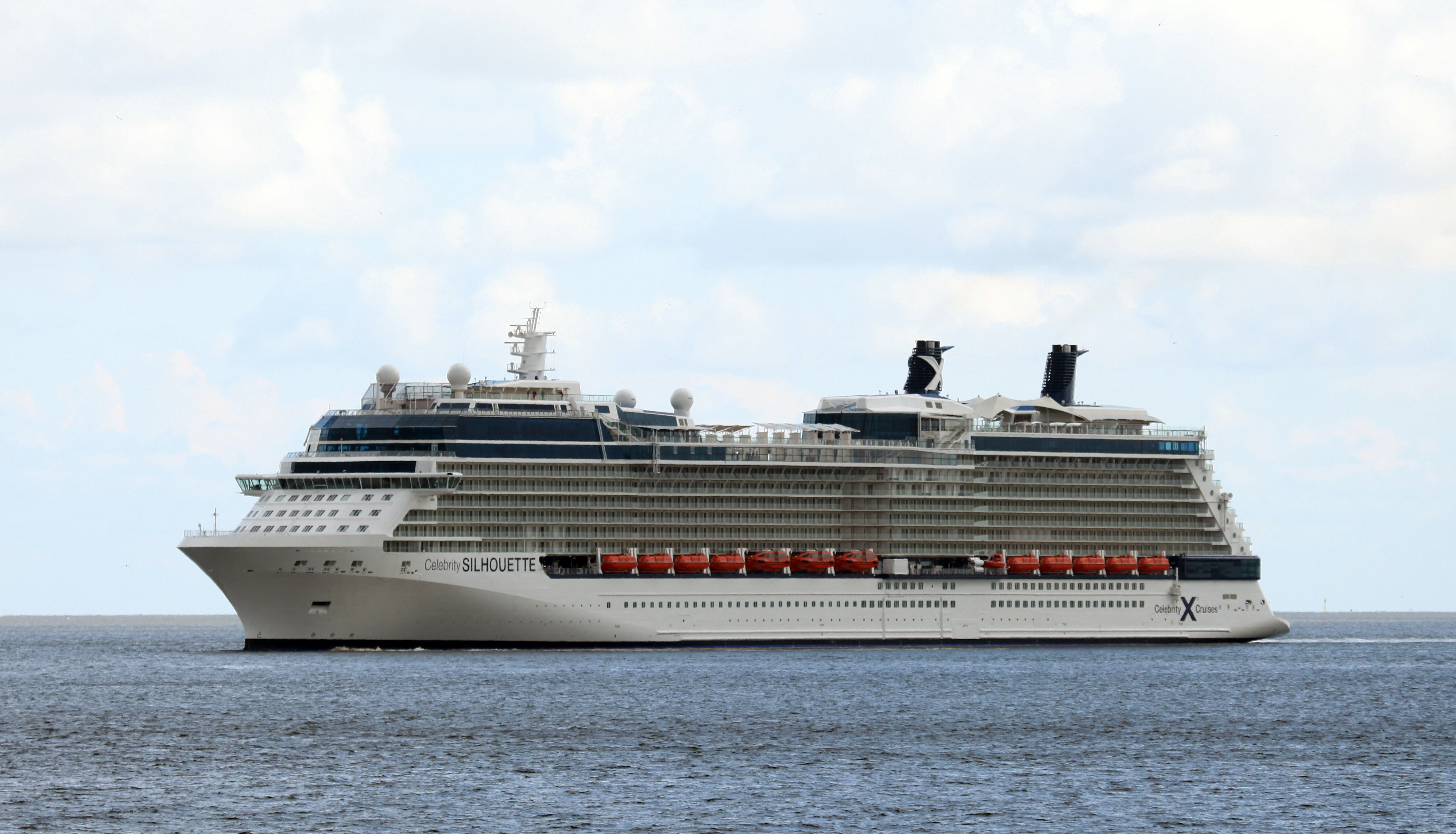

De Celebrity Silhouette is een cruiseschip van Celebrity Cruises en is het vierde en jongste schip van de Solstice klasse, allemaal identieke schepen die door de rederij tussen december 2008 en eind 2011 in de vaart gebracht werden. De Silhouette is identiek aan de drie zusterschepen Solstice, Equinox en Eclipse. Een nieuwigheid is de iLounge, een combinatie van een internetcafé en een Apple Store. Hier kunnen passagiers gratis computerlessen volgen. Het schip heeft een tonnage van 122.000 ton en heeft een lengte van 315 meter. Het schip is 37 meter breed en beschikt over 15 dekken. Op het schip werken 1.200 bemanningsleden. Het schip biedt plaats aan 2.850 passagiers. De passagiers kunnen dineren in 6 restaurants.